# Aplysia morio
Aplysia morio is een slakkensoort uit de familie van de Aplysiidae. De wetenschappelijke naam van de soort werd in 1901 als Tethys morio gepubliceerd door Addison Emery Verrill.

## Beschrijving
Aplysia morio is een grote zeeslak die tot een lengte van 30 cm of meer kan uitgroeien. Hij is meestal donker chocoladebruin tot zwartachtig, en soms zijn er donkere lijnen zichtbaar op de kop en de flanken. De tentakels zijn gekruld en hebben de vorm van konijnenoren. Ze zijn rijk aan zenuwcellen en zijn uitgerust met receptororganen. De schaal is een fragiele schijf, verborgen in de mantel, en de voet heeft grote flappen aan de zijkant, parapodia genaamd, die worden gebruikt om te zwemmen.

## Verspreiding
Deze soort komt voor in de semi-tropische westelijke Atlantische Oceaan. Het verspreidingsgebied omvat de oostkust van de Verenigde Staten, Bermuda, West-Indië, Florida, de Caraïbische Zee, de Golf van Mexico en Venezuela. De soort leeft meestal in ondiep water, tot een diepte van ongeveer 40 meter in gebieden waar er weinig golfslag is. Hij wordt meestal gevonden op rotsachtige oppervlakken tussen de algen waarmee hij zich voedt, maar ook op zandige zeebodems.

## Ecologie
Aplysia morio voedt zich met algen. In Bermuda lijken juvenielen zich bijna uitsluitend te voeden met soorten van het roodwier Laurencia, hoewel er een breed scala aan algen is om uit te kiezen. Volwassen dieren breiden hun dieet enigszins uit met Palmaria palmata. Het dier kruipt ofwel over het zeewier of steekt omhoog om de bladeren te grijpen met zijn radula en de odontofoor (kraakbeen) die het ondersteunt. Hij kan ook zwemmen, op een manier die doet denken aan een mantarog.
Een volwassen dier is hermafrodiet. Als de penis van het ene individu in de genitale opening van een ander wordt gestoken, kunnen zich kettingen of clusters van parende zeehazen vormen. Het aanvankelijk parende individu geeft chemische signalen af die het paren bij anderen kunnen veroorzaken, wat kan uitmonden in een massale paargebeurtenis. Bevruchte eieren ontwikkelen zich na het uitkomen tot veliger-larven, die minstens een maand met het plankton meedrijven en zich daarna vestigen op Laurencia-zeewier.